# Урхо Кекконен (национальный парк)
Национальный парк имени Урхо Кекконена (фин. Urho Kekkosen kansallispuisto) — национальный парк на севере Финляндии, в провинции Лаппи. Площадь — 2550 км² (второй по величине национальный парк в стране). Парк создан в 1983 году и назван в честь бывшего президента и премьер министра Финляндии — Урхо Кекконена (1900—1986).
Главный туристический центр расположен в деревне Саариселькя, расположенной в гористом районе в общине Инари. Отсюда начинается большинство туристических маршрутов. Туристов привлекает также сопка Корватунтури, где по легенде живёт Йоулупукки (финский Дед Мороз).
Местное население традиционно занимается оленеводством, в последнее время важную роль занимает также туризм.
В июле 2013 года 12 га парка выгорело из-за возникшего пожара.

## Обитатели и природа парка
Бескрайние дали тундры облюбовали самые разнообразные птицы, среди которых встречются даже редкие виды — например, сапсан. По территории национального парка бродят медведи, волки, рыси и росомахи, но встретить таких крупных хищников — редкость для путешественника. Гораздо чаще можно увидеть зайца, лису, оленя или лося. В реках парка водится рыба кумжа, а также очень редкий исчезающий моллюск — жемчужница европейская.

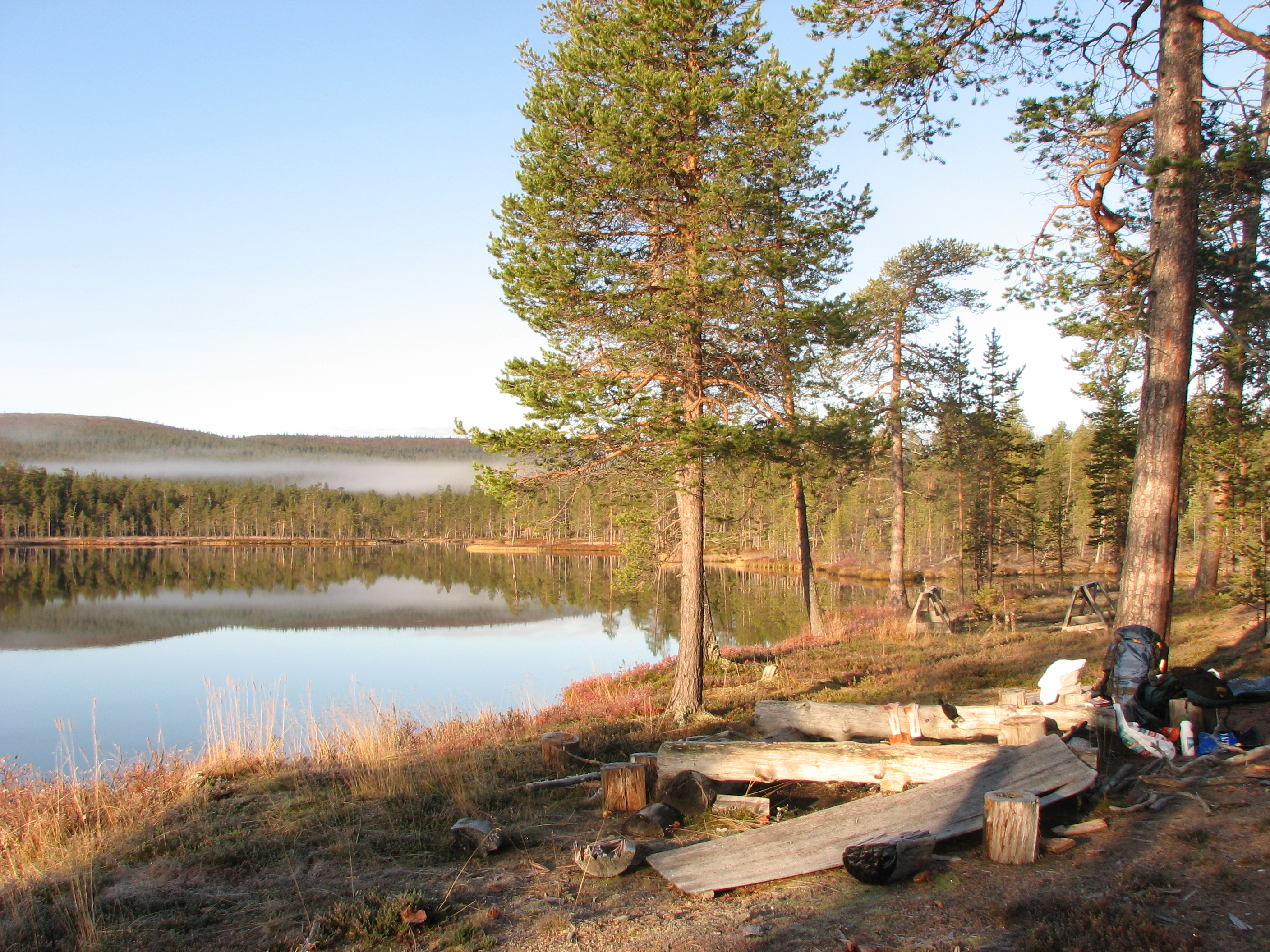
Озеро Харриярви

## Занятия
Национальный парк разделен на две части. Основная часть, расположенная в районе Саариселькя (Saariselkä), подходит для прогулок на один день. А в Кемин-Сомпио (Kemin-Sompio) и Нуортти (Nuortti) можно отправиться в длительный поход по диким уголкам природы.
Пешие прогулки
Уникальной природой национального парка можно насладиться, прогуливаясь по размеченным туристическим тропам. Вокруг Саариселькя (Saariselkä) и Киилопяя (Kiilopää) проложены пешеходные маршруты, общей протяженностью около 200 км, 100 км из них — уводят в лабиринты лесов, на вершины горных возвышенностей и к побережьям рек национального парка.
Туристические походы
Широкие просторы национального парка открывают туристам бескрайние возможности для увлекательных приключений. Чтобы сойти с размеченной тропы, необходимо уметь ориентироваться на местности с использованием карты и компаса. Для остановки на ночлег в парке оборудовано множество общественных или сдающихся в аренду лесных избушек, которые расположены на расстоянии одного дня пути друг от друга. Возле каждого места ночевки обязательно имеется запас дров. Начальной точкой путешествия могут стать Саариселькя (Saariselkä) и Киилопяя (Kiilopää), а также Айттаярви (Aittajärvi) и Райя-Йоосеппи (Raja-Jooseppi) в северной части парка. Большинство неразмеченных маршрутов национального парка имеет средний уровень сложности.
Рыбалка
В озерах парка можно бесплатно ловить рыбу удочкой или заниматься подледной ловлей. Для остальных видов рыбалки необходимо приобрести лицензию.
Наблюдение за птицами
На тропах, пролегающих около деревни Танкаваара (Tankavaara), расположены две вышки для наблюдения за птицами, откуда в ясную погоду можно увидеть самых разных обитателей парка — беркута, кукшу, белую куропатку или ржанку золотистую.
Ягоды и грибы
Ягоды и грибы можно свободно собирать в любом уголке национального парка.
Сплавы
Для походов на байдарках или каноэ подойдут реки Луиройоки (Luirojoki) и Копсусйоки (Kopsusjoki).
Велопрогулки
4 специальных маршрута, проложенных по живописной местности, позволят отправиться в захватывающее путешествие на велосипеде.
Лыжи
Возле Саариселькя (Saariselkä), Киилопяя (Kiilopää) и Какслауттанен (Kakslauttanen) проложено около 200 км лыжных троп, размеченных деревянными указателями. Цвет на табличках говорит об уровне сложности: синяя отметка означает легкий маршрут, красная — средний, черная — трудный. Уже осенью можно прокатиться по лыжне «Первого снега» (Ensilumenlatu) или освещенным трассам длиной 25 км, берущим начало в Саариселькя (Saariselkä). С появлением снега открываются трассы, проходящие по сопкам национального парка. На пути встречаются избушки и навесы с кострищами.

## Достопримечательности
1. Визит-центр «Киехинен» (Kiehinen) расположен в Саариселькя, здесь можно получить всю необходимую информацию о национальном парке, забронировать избушку, приобрести лицензии на рыбалку или разрешение для езды на снегоходе и узнать, как добраться до живописнейших мест этого района парка — сопок Сокости (Sokosti) и Уксельмапяя (Ukselmapää), ущелий Пирунпортти (Pirunportti) и Лумикуру (Lumikuru), а также посмотреть на озеро Луироярви (Luirojärvi).
2. Визит-центр «Корватунтури» (Korvatunturi) - второй природный центр парка, расположенный в Савукоски (Savukoski). Здесь можно узнать об истории парка, как добраться до мест стоянок оленеводов Суомуйоки (Suomujoki), Оскаринкоски (Oskarinkoski), Райя-Йоосеппи (Raja-Jooseppi).
3. Визит-центр «Танкаваара» (Tankavaara) - еще один туристический центр парка, расположенный в районе Танкаваара. Рядом с центром проложено несколько размеченных троп для семейных прогулок, протяженностью от 1 до 7 км.
4. Немецкая военная база времен Второй мировой войны Schutzwall позволит ознакомиться с военной историей прошлого века и своими глазами увидеть военную технику тех времен.
5. Музей золота. Архивировано из оригинала 22 октября 2015 года. в Танкаваара является единственным в мире международным музеем истории золотодобычи. В небольшую деревеньку Танкаваара, которая разрослась в целую Золотую Деревню, легко добраться, двигаясь в северном направлении по трассе номер 4 от Соданкюля. Здесь можно узнать интересную информацию о золотой лихорадке в Лапландии, увидеть настоящие слитки, добытые в этой местности и попробовать себя в роли настоящего золотоискателя.
6. Вершина сопки Киилопяя (Kiilopää), откуда открывается вид на бескрайние просторы национального парка.
7. Сопка Кауниспяя (Kaunispää) в Саариселькя (Saariselkä) с прекрасным пейзажем, открывающимся с высоты.

## Места для ночевки
На территории национального парка расположено:
- 5 избушек для отдыха
- 37 избушек и чумов общего пользования или сдающихся в аренду для ночлега
- 24 навеса с площадкой для костра
- 3 летние кухни
- 5 чумов
- около 130 специально отведенных мест для разведения костра

Палатки и навесы
Для ночевки в национальном парке предусмотрены навесы, избушки и чумы общего пользования, а рядом с ними можно поставить собственную палатку. Также любой желающий может отправиться в одну из 7 саун на территории парка.
Лесные избушки и чумы
Лесной домик можно на несколько дней забронировать в визит-центре.
Туристические комплексы
Различные возможности проживания представлены в окрестностях национального парка.

## Правила нахождения в национальном парке
Разведение костров
Разведение огня в парке допускается только в специально предназначенных местах, на площадках для отдыха. Здесь есть жаровни и заготовленные дрова. Также всегда можно пользоваться собственной горелкой. В пожароопасный период разводить открытый огонь запрещено. Перед походом рекомендуется заранее узнать информацию о погодных условиях и предупреждениях.
Мусор
В парке не принято оставлять мусор. Горючие отходы можно сжечь в костре, пищевые отходы выбросить в биотуалет, прочий мусор — вынести к специальным контейнерам, расположенным у входа в парк.
Животные
Домашних животных можно выгуливать в парке только на поводке.
Транспорт
По территории национального парка запрещено передвигаться на мотоцикле и автомобиле.
Другое
Охотиться в парке могут только местные жители. Не допускается собирать камни, а также повреждать почву и рельеф скал.